# لويجي نونو

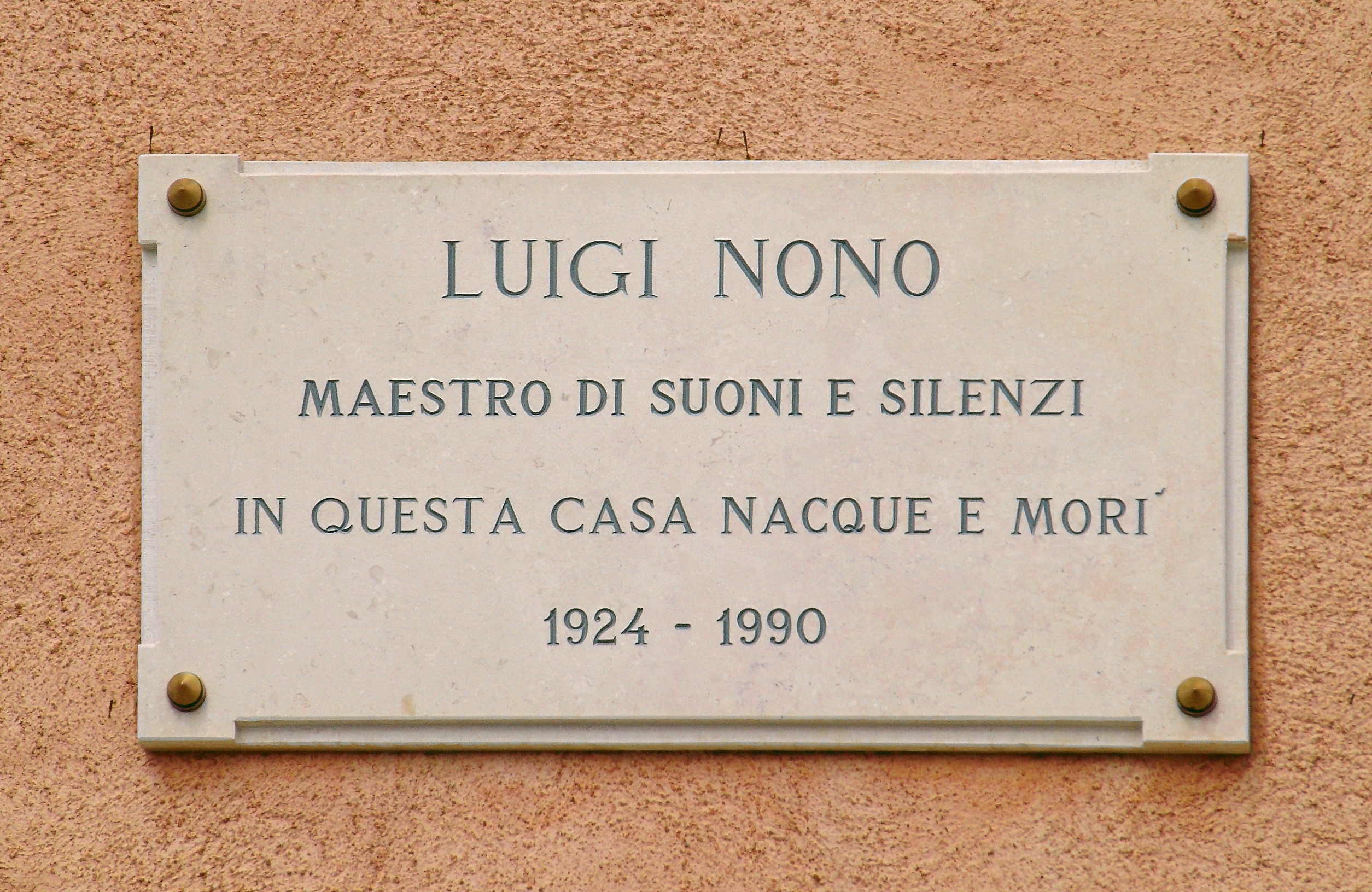

لويجي نونو (بالإيطالية: Luigi Nono)‏ (29 يناير 1924 - 8 مايو 1990) ملحن من النخبة الإيطالية في مجال الموسيقى الكلاسيكية و يظل أحد أبرز المؤلفين الموسيقيين في القرن العشرين.

## روابط خارجية
- لويجي نونو على موقع IMDb (الإنجليزية)
- لويجي نونو على موقع الموسوعة البريطانية (الإنجليزية)
- لويجي نونو على موقع مونزينجر (الألمانية)
- لويجي نونو على موقع ميوزك برينز (الإنجليزية)
- لويجي نونو على موقع أول موفي (الإنجليزية)
- لويجي نونو على موقع إن إن دي بي (الإنجليزية)
- لويجي نونو على موقع أول ميوزيك (الإنجليزية)
- لويجي نونو على موقع ديسكوغز (الإنجليزية)
- لويجي نونو على موقع قاعدة بيانات الفيلم (الإنجليزية)
- لويجي نونو على موقع كينوبويسك (الروسية)